# Zandhazenbrug
De Zandhazenbrug is de spoorbrug met de langste overspanning van Nederland, vlak bij Muiderberg over de autosnelweg A1. De brug maakt deel uit van de spoorlijn Weesp - Lelystad.
De naam van de brug is afgeleid van de bijnaam van inwoners van Muiderberg: Zandhazen.
De brug, die gebouwd werd onder de werknaam Spoorbrug Muiderberg, werd vormgegeven door ZJA Zwarts & Jansma Architecten; de constructie werd ontworpen door ingenieursbureau Iv-Infra.
De brug, waarvan de bouw begon in 2015, was nodig om de verbreding van de A1 mogelijk te maken, in het kader van het Project Schiphol-Amsterdam-Almere.
De brug verving een betonnen viaduct dat gebouwd was bij de aanleg van de spoorlijn in 1987.
De brug werd met speciale trailers in de nacht van 6 op 7 mei 2016 verreden van het bouwterrein naast de snelweg naar een locatie over de A1 en naast het bestaande spoorwegviaduct geplaatst. Hier werden de spoorbaan (in beton gelegde spoorstaven) en bovenleiding aangebracht. In augustus 2016 werd het bestaande viaduct gesloopt, en werd de nieuwe spoorbrug met hydraulische vijzels naar de nieuwe plaats geschoven. Na de afbouwwerkzaamheden werd de brug op 26 augustus 2016 in gebruik genomen door het treinverkeer.

## Buurtbezwaren
Enkele bewoners van de nabijgelegen buurtschap Hakkelaarsbrug hadden bezwaar tegen de komst van de brug. Door de boog werd de brug aanzienlijk hoger dan het oude viaduct, hetgeen volgens de bewoners hun uitzicht aan zou tasten. Ook verwachtten ze extra geluidsoverlast door de verbreding van de snelweg.

## Afbeeldingen

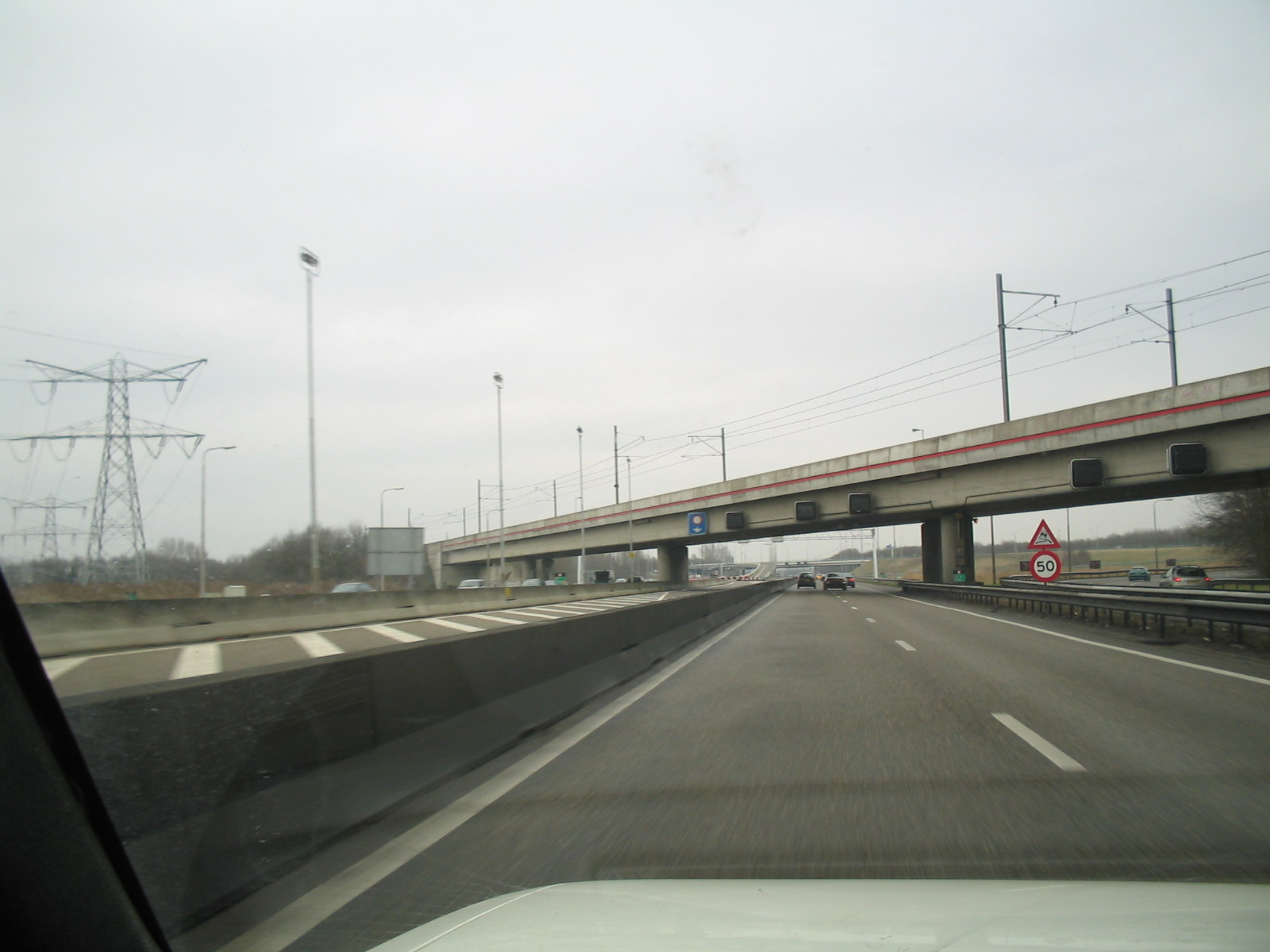
Het oude viaduct uit 1987 over de A1.
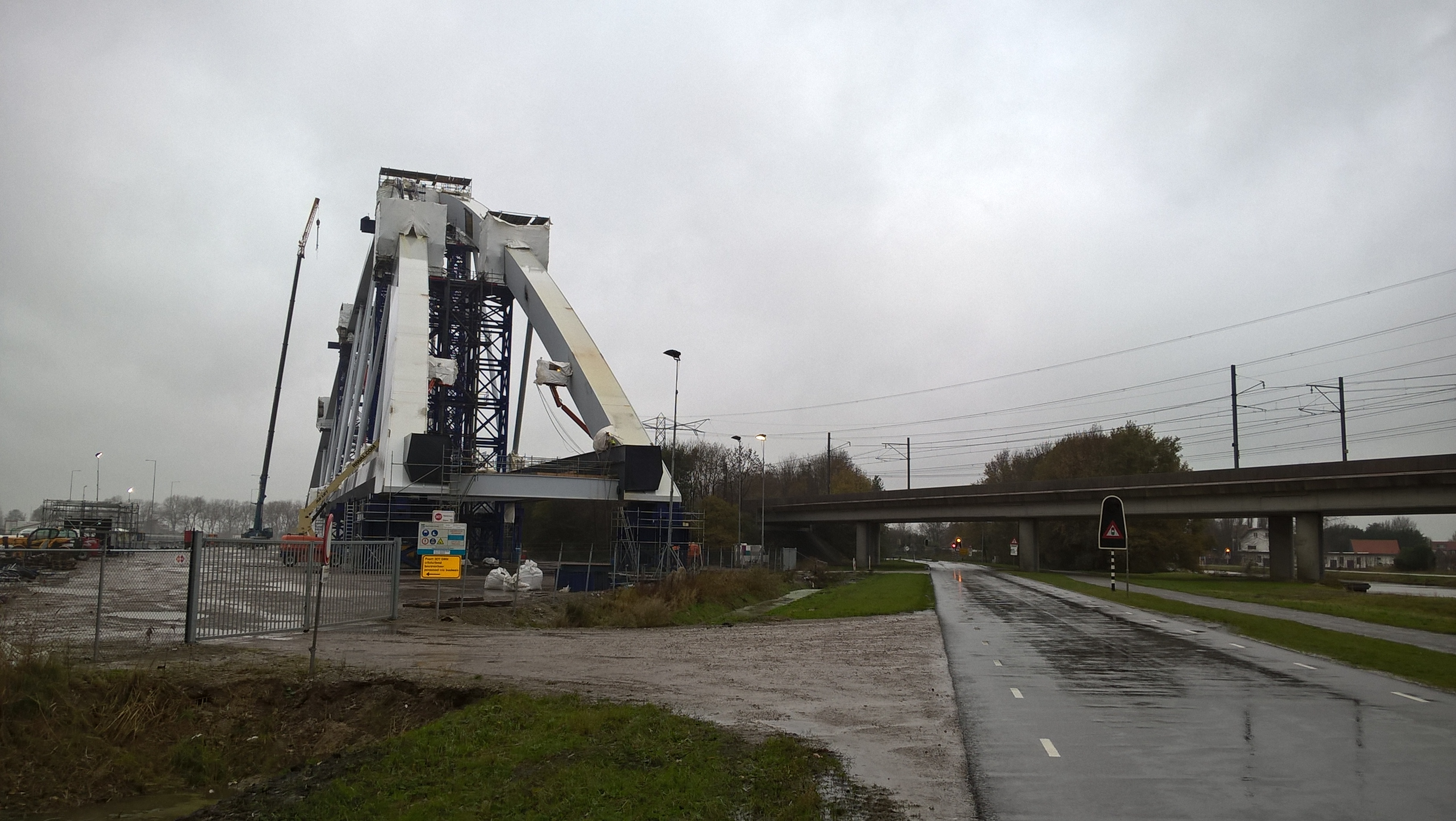
De spoorbrug tijdens de constructie; november 2015.
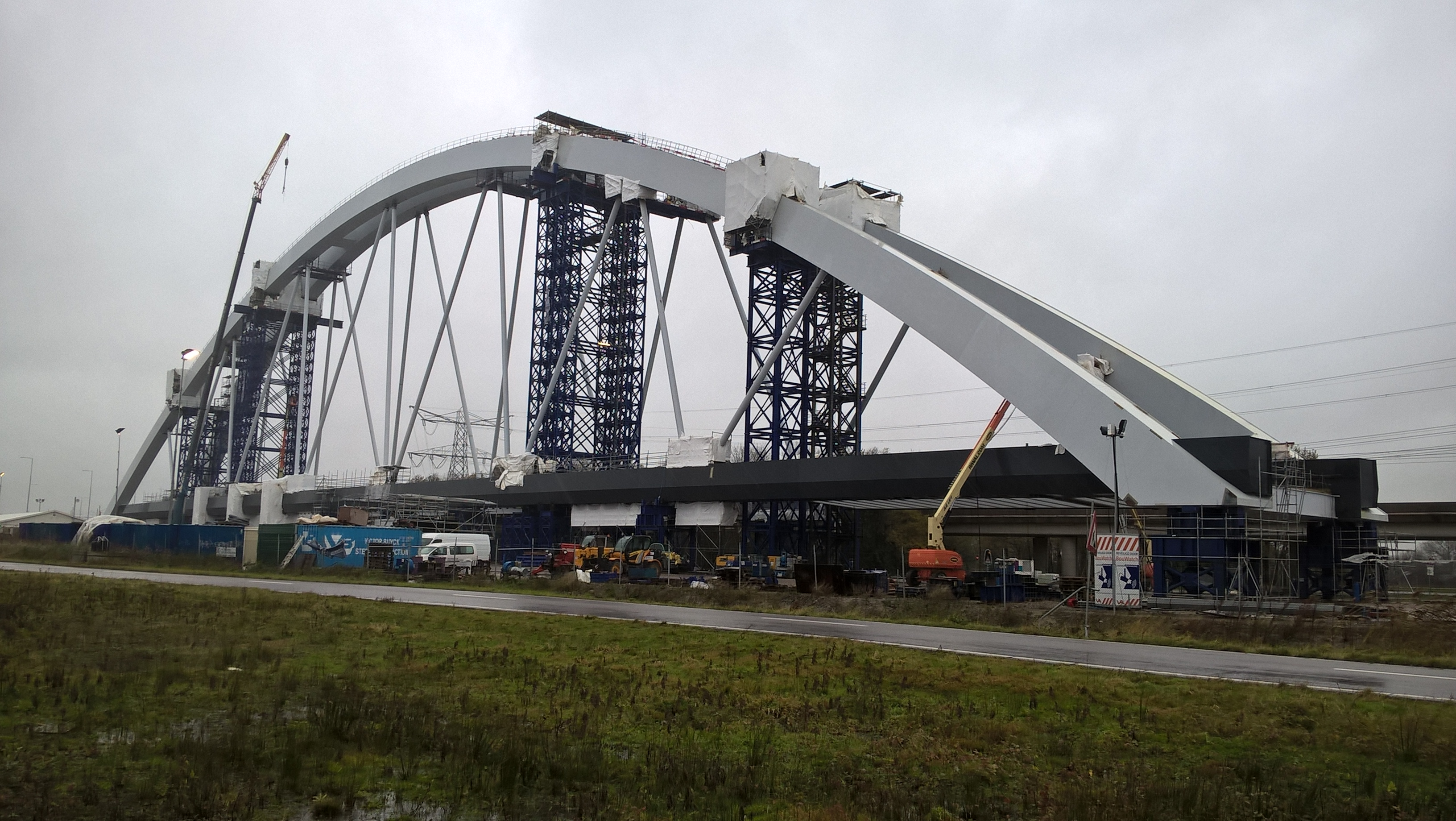
De spoorbrug tijdens de constructie; november 2015.
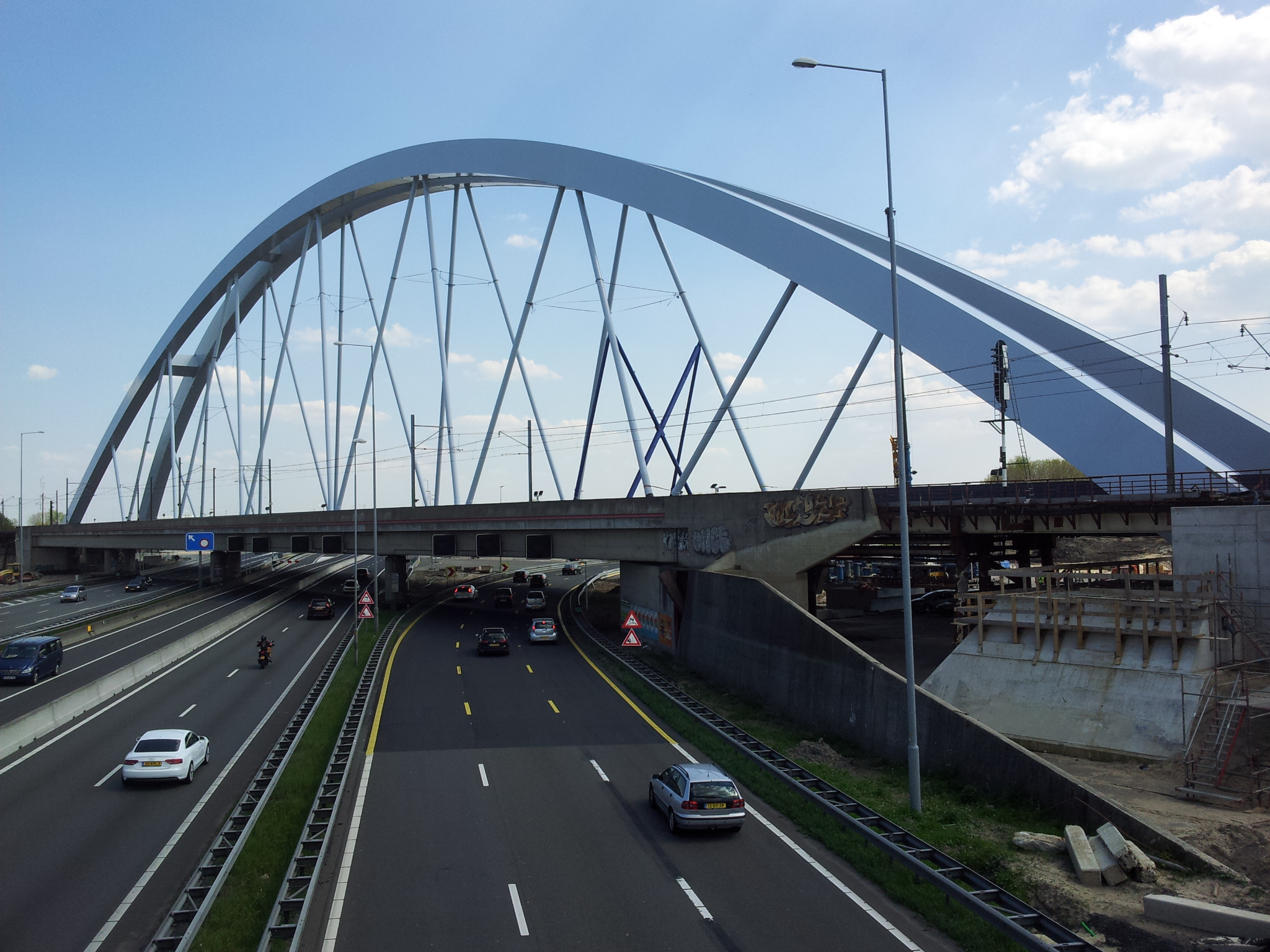
Naast het bestaande viaduct; mei 2016.